# Billy Davies
Billy Davies (Glasgow, Escocia, Reino Unido, 31 de mayo de 1964) es un exfutbolista y entrenador escocés. Jugaba como centrocampista y en la actualidad es entrenador del Nottingham Forest FC.

## Trayectoria

### Como jugador
De joven, Davies estuvo en el Manchester United y el entrenador Dave Sexton le ofreció un contrato profesional, pero terminó marchándose sin jugar un solo partido en el primer equipo.
Davies comenzó su carrera profesional en el Rangers FC de Escocia, donde pasó seis año. Hizo su debut a los 17 años y 115 días contra el Brechin City el 23 de septiembre de 1981. Tuvo un breve paso por el IF Elfsborg de Suecia. Davies jugó en el St. Mirren FC, Leicester City y Dunfermline Athletic antes de finalizar su carrera en el Motherwell FC en su Escocia natal.

### Como entrenador
En 1998 Davies se convirtió en entrenador-jugador del Motherwell FC, ayudando en su primera temporada a evitar el descenso a falta de pocos partidos. En la siguiente temporada llevó al equipo casi a puestos europeos. La siguiente temporada fue menos exitosa, dado la mala situación financiera del club que tuvo que vender a nueve jugadores del primer equipo. Davies fue despedido el 18 de septiembre de 2001 tras un pobre inicio de la liga 2001-02, donde solo consiguió 3 puntos en siete partidos.
Tras su despido del Motherwell FC Davies se convirtió en asistente de Craig Brown en el Preston North End. Tras la marcha de Brown en 2004 Davies se hace cargo del equipo, primero de manera provisional y después de forma permanente. En su primera temporada consiguió llevar al Preston a puestos de play-off, donde eliminó al Derby County en las semifinales para después perder la final contra el West Ham United.
Pese a un mal comienzo de la temporada 2005-06 el Preston se clasificó para el play-off por segunda temporada consecutiva, siendo eliminados por el Leeds United tras un empate a 1 en Elland Road y perder 0-2 en Deepdale.
El éxito de Davies en el Preston hizo que se le vinculara a muchos otros equipos. El Charlton Athletic le entrevistó cuando Alan Curbishley anunció que dejaba el club tras 15 años, pero no contrataron a Davies. En junio de 2006 Davies se hizo cargo del Derby County.
En la primera temporada de Davies como mánager del Derby llevó al equipo a la tercera posición de la liga y a ganar los play-offs tras derrotar al Southampton FC en semifinales y al West Bromwich Albion en Wembley. Davies renovó por otro año su contrato. En la Premier League el Derby sufrió en su comienzo de la temporada, ganando sólo 6 puntos en 14 partidos. Tras criticar a la directiva del Derby por su pobre inversión en verano, Davies abandonó Pride Park de mutuo acuerdo en noviembre de 2007 con el club en última posición.
Davies fue vinculado más tarde con la Selección de Escocia tras la marcha de Alex McLeish al Birmingham City, con el Leicester City así como con el Dundee FC y el Hibernian FC.
El 1 de enero de 2009 Billy Davies se hizo cargo del Nottingham Forest como reemplazo de Colin Calderwood. En su primera temporada consiguió que el equipo, en una situación muy complicada en liga, se salvara.
En el verano de 2009 Davies gastó alrededor de £4m en fichajes para el equipo. Pese a ello el Forest no comenzó bien la temporada, pero tras una racha de 18 partidos sin perder que empezó en septiembre el club se encaramó rápidamente a los puestos de play-off a final de noviembre. Tras conseguir el tercer puesto en liga, el Forest fue eliminado por el Blackpool FC en semifinales de la eliminatoria. Tras llevar nuevamente al Forest a un play-off, perdiendo con el Swansea City en semifinales, Davies es despedido del Nottingham Forest.
El 7 de febrero de 2013 se hace oficial su regreso como mánager del Nottingham Forest 20 meses después de su despido.

## Clubes

### Como entrenador
| Club                         | Temporada | Liga  | Copa  | Copa de la Liga | Play-off | Europa | Total |
| Club                         | Temporada | Part. | Part. | Part.           | Part.    | Part.  | Part. |
| ---------------------------- | --------- | ----- | ----- | --------------- | -------- | ------ | ----- |
| Motherwell FC Escocia        | 1998-99   | 27    | 3     | 0               | 0        | 0      | 30    |
| Motherwell FC Escocia        | 1999-00   | 36    | 3     | 3               | 0        | 0      | 42    |
| Motherwell FC Escocia        | 2000-01   | 38    | 2     | 2               | 0        | 0      | 42    |
| Motherwell FC Escocia        | 2001-02   | 7     | 0     | 0               | 0        | 0      | 7     |
| Total                        | Total     | 108   | 8     | 5               | 0        | 0      | 121   |
| Preston North End Inglaterra | 2004-05   | 41    | 1     | 3               | 3        | 0      | 48    |
| Preston North End Inglaterra | 2005-06   | 46    | 4     | 1               | 2        | 0      | 53    |
| Total                        | Total     | 87    | 5     | 4               | 5        | 0      | 101   |
| Derby County Inglaterra      | 2006-07   | 46    | 3     | 2               | 3        | 0      | 54    |
| Derby County Inglaterra      | 2007-08   | 14    | 0     | 1               | 0        | 0      | 15    |
| Total                        | Total     | 60    | 3     | 3               | 3        | 0      | 69    |
| Nottingham Forest Inglaterra | 2008-09   | 20    | 2     | 0               | 0        | 0      | 22    |
| Nottingham Forest Inglaterra | 2009-10   | 46    | 2     | 3               | 2        | 0      | 53    |
| Nottingham Forest Inglaterra | 2010-11   | 46    | 2     | 1               | 2        | 0      | 47    |
| Nottingham Forest Inglaterra | 2012-13   | 0     | 0     | 0               | 0        | 0      | 0     |
| Total                        | Total     | 112   | 6     | 4               | 4        | 0      | 126   |
| Total                        | Total     | 367   | 22    | 16              | 14       | 0      | 417   |

### Como jugador
| Club                    | País       | Año         |
| ----------------------- | ---------- | ----------- |
| Rangers FC              | Escocia    | 1981 - 1984 |
| IF Elfsborg             | Suecia     | 1986 - 1987 |
| St. Mirren FC           | Escocia    | 1987 - 1990 |
| Leicester City FC       | Inglaterra | 1990        |
| Dunfermline Athletic FC | Escocia    | 1990 - 1993 |
| Motherwell FC           | Escocia    | 1993 - 1998 |

## Palmarés

### Distinciones individuales
| Distinción                               | Año               |
| ---------------------------------------- | ----------------- |
| Entrenador del mes de la SPL             | Noviembre de 2000 |
| Entrenador del mes de la FL Championship | Enero de 2006     |
| Entrenador del mes de la FL Championship | Abril de 2006     |
| Entrenador del mes de la FL Championship | Noviembre de 2006 |
| Entrenador del mes de la FL Championship | Enero de 2007     |
| Entrenador del mes de la FL Championship | Diciembre de 2009 |
| Entrenador del mes de la FL Championship | Enero de 2011     |